# Swammerdamella mojingae
Swammerdamella mojingae är en tvåvingeart som beskrevs av Cook 1956. Swammerdamella mojingae ingår i släktet Swammerdamella och familjen dyngmyggor. Inga underarter finns listade i Catalogue of Life.